# Dorfkirche Karbow

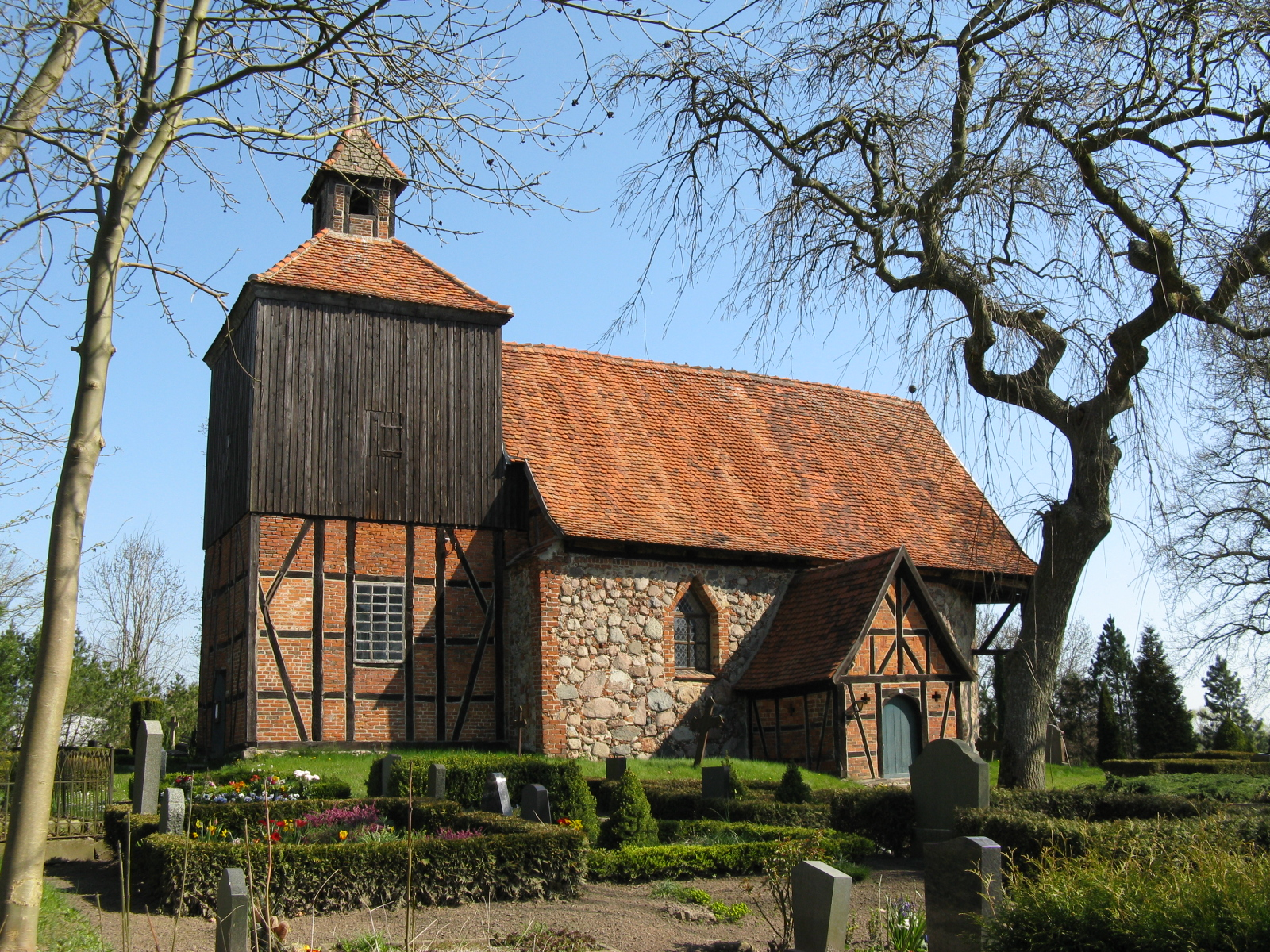
Dorfkirche in Karbow (2008)

Die Dorfkirche in Karbow, einem Ortsteil der Gemeinde Gehlsbach im Landkreis Ludwigslust-Parchim in Mecklenburg-Vorpommern, ist ein Feldsteinbau mit Fachwerkelementen. Sie ist eine der Kirchen der Kirchgemeinde Gnevsdorf-Karbow mit Pfarrsitz in Gnevsdorf in der Propstei Parchim des Kirchenkreises Mecklenburg der Evangelisch-Lutherischen Kirche in Norddeutschland.

## Geschichte

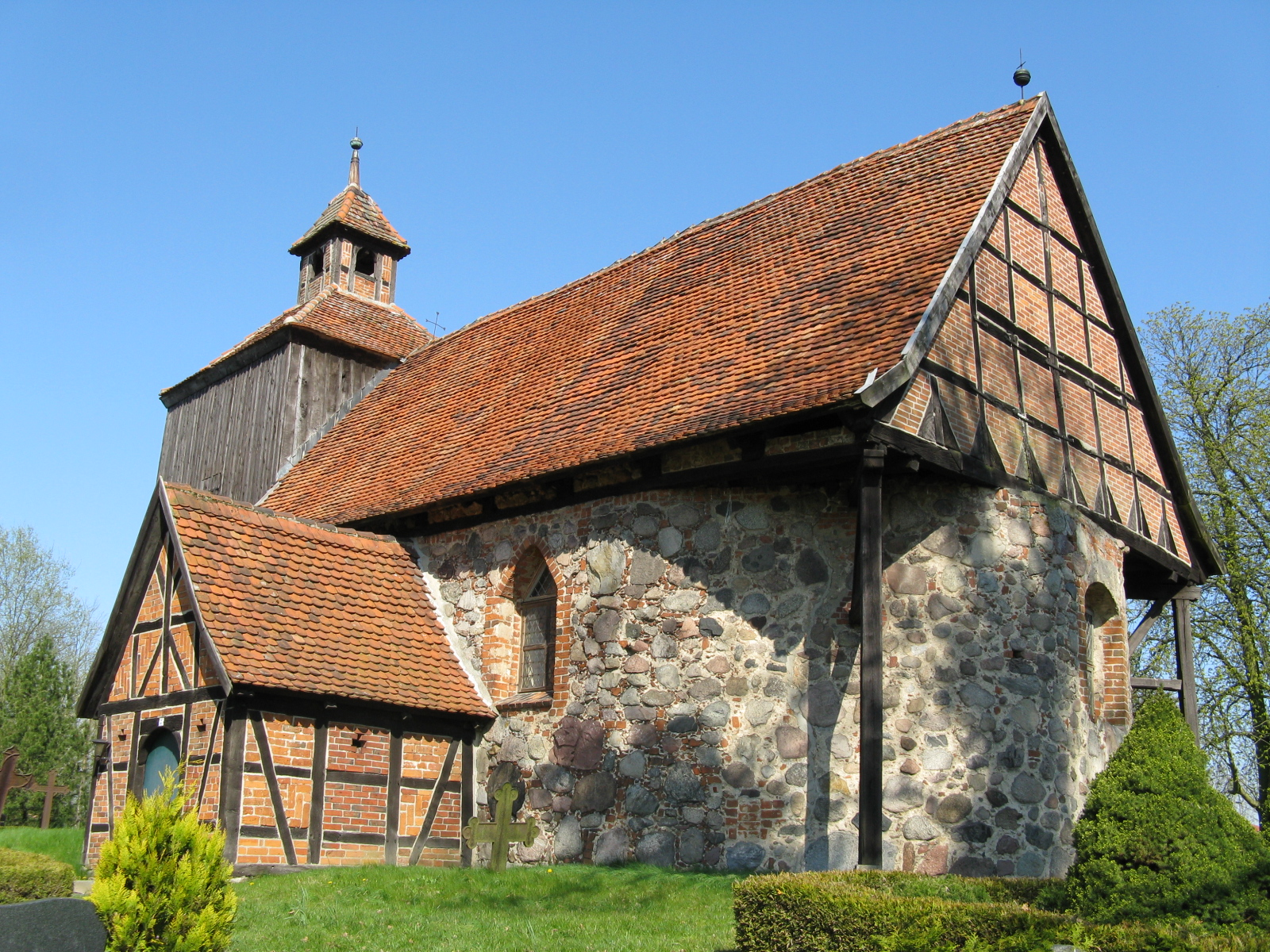
Ansicht von Südosten (2008)

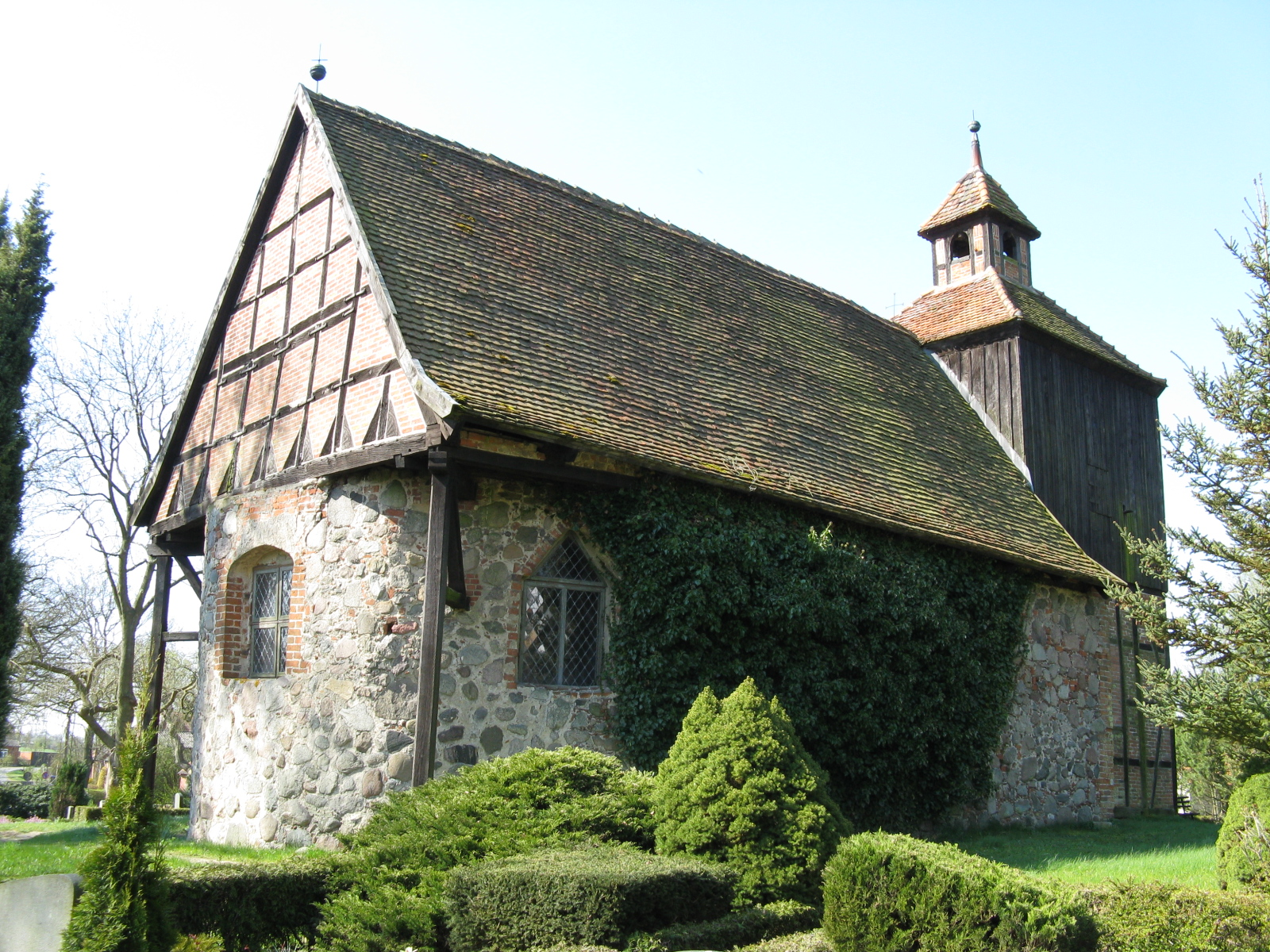
Ansicht von Nordosten (2008)

Über den Ursprung des Feldsteinsaals gibt es zwei verschiedene Darstellungen. Einerseits wird davon ausgegangen, dass die Grundmauern von einem Vorgängerbau aus dem 13. Jahrhundert stammen. Dehio nennt die zweite Hälfte des 15. Jahrhunderts als wahrscheinlichen Zeitraum für dessen Errichtung.
Die Kirche ist 1604 bis auf die Grundmauern abgebrannt. Die Flachdecke und das Dach wurden nach dem Brand auf einem halbrunden Ostschluss aufgesetzt. Dehio vermutet, dass der Turm gleichzeitig errichtet worden ist. Auf dem Dach des Turms befand sich um 1900 noch eine Wetterfahne mit der Jahreszahl 1749, auf dem Ostgiebel ein Hahn oberhalb einer metallenen Kugel mit der Jahreszahl 1736.
Der Turm wurde bis 2009 restauriert. Die Dach- und Tragkonstruktion war durch eindringende Feuchtigkeit schadhaft und die Standsicherheit des Turmes gefährdet, so dass ein Läuten der Glocken nicht mehr möglich war. Bei den Arbeiten erwiesen sich etwa 90 % bei Materialien als verwittert, marode Eichenstiele wurden ausgetauscht, das Fundament und das Dach erneuert. In weiteren Bauabschnitten werden Arbeiten an Dach, Ostgiebel und Eingangsbereich der Kirche vorgenommen.

## Baubeschreibung
Der einschiffige Feldsteinbau besitzt einen halbrunden Ostschluss, spitzbogige Fenster, eine flache Holz- und Balkendecke und ein Satteldach mit Fachwerkgiebeln. Der nach Osten überstehende Giebel wird durch zwei Holzpfeiler gestützt. Am Feldsteinsaal befindet sich im Süden ein als Eingang genutzter Fachwerkanbau mit Satteldach. Der Westturm ist in Fachwerk ausgeführt, das Obergeschoss ist verbrettert. Auf dem Turm sitzt ein Pyramidendach mit einer vierseitigen Fachwerklaterne, die ebenfalls mit einem Pyramidendach bekrönt ist. Die Spitze wird gebildet durch eine metallene Kugel, eine Wetterfahne aus dem Jahr 2009 und einem Kreuz. Eine Metallkugel sitzt auch auf dem Ostende des Kirchendaches.
Die Kirche und die den Kirchhof umgebene Trockenmauer stehen unter Denkmalschutz.

## Ausstattung
Zur Ausstattung der Kirche zählt ein Altar mit einem Triptychon und Schnitzwerk aus dem endenden 15. Jahrhundert. Dargestellt sind in der Mitte die heilige Maria mit dem Christuskinde, links der heilige Nikolaus und rechts die heilige Katharina. Über der Bekrönung befindet sich ein Triumphkreuz. Weiterhin gehören eine Renaissance-Kanzel von 1598 mit Darstellungen der vier Evangelisten, eine hölzerne Taufe aus dem 17. Jahrhundert, drei Schnitzfiguren an der Nordwand, ein Epitaph für den 1685 gestorbenen Pastor Christian Fanter und eine Orgel zur Einrichtung.
Die Orgel mit fünf klingenden Registern stammt aus dem Jahr 1906 von Orgelbauer Marcus Runge (Schwerin).
Friedrich Schlie erwähnt um 1900 zwei Glocken: die heute noch vorhandene mit einem Durchmesser von 99 cm, die im Jahr 1741 von Lorenz Strahlborn in Lübeck gegossen wurde, sowie die zweite mit einem Durchmesser von 65 cm aus dem Jahr 1863.

## Pastoren
- 1804–1836 Daniel Gerhard Zander, Sohn vom Domprediger in Güstrow.